# Naturschutzgebiet Dörscheln
Das Naturschutzgebiet Dörscheln ist ein 1,99 ha großes Naturschutzgebiet (NSG) nördlich vom Dorf Dörscheln in der Gemeinde Kierspe im Märkischen Kreis in Nordrhein-Westfalen. Das NSG wurde 2003 vom Kreistag des Märkischen Kreises mit dem Landschaftsplan Nr. 7 Kierspe ausgewiesen.

## Gebietsbeschreibung
Bei dem NSG handelt es sich um ein Hangquellmoor. Im östlichen NSG-Teil findet sich ein pfeifengras- und torfmoosreicher Moorbirken-Bruchwald. Im nordwestlichen
Bereich befinden sich offene Moorflächen, die abschnittsweise in nasse Heide übergehen. Südlich angrenzend liegt eine sickerquellreiche Nassweide.

## Schutzzweck
Das Naturschutzgebiet wurde zur Erhaltung und Entwicklung eines Moorgebietes mit Grünland als Lebensraum gefährdeter Tier- und Pflanzenarten ausgewiesen. Wie bei anderen Naturschutzgebieten in Deutschland wurde in der Schutzausweisung darauf hingewiesen, dass das Gebiet „wegen der landschaftlichen Schönheit und Einzigartigkeit“ zum Naturschutzgebiet wurde.